# Иванич, Тибор
Тибор Иванич (венг. Tibor Ivanics; 29 июня 1937, Дьюла, Венгрия — 28 июня 2014, там же) — венгерский футболист и тренер.

## Биография
В качестве футболиста Иванич выступал, в основном, за малоизвестные венгерские команды. Два сезона он находился в составе «Ференцвароша», но провел за него всего один матч. После окончания карьеры он стал тренером. Будучи наставником, специалист работал с юниорской сборной Венгрии, а также несколько лет провел на Кубе. Дважды Иванич возглавлял национальную сборную этой страны. В 1980 году венгр участвовал с олимпийской командой кубинцев на играх в Москве.